# Rabbåsen
Rabbåsen est une localité du comté de Troms, en Norvège.

## Géographie
Administrativement, Rabbåsen fait partie de la kommune de Sørreisa.